# Gesonia terrosa
Gesonia terrosa är en fjärilsart som beskrevs av Pieter Cornelius Tobias Snellen 1872. Gesonia terrosa ingår i släktet Gesonia och familjen nattflyn. Inga underarter finns listade i Catalogue of Life.